# Nowy Dwór (Łódź)
Nowy Dwór is een dorp in de Poolse woiwodschap Łódź. De plaats maakt deel uit van de gemeente Nowy Kawęczyn.